# Artémise II
Pour les articles homonymes, voir Artémise.
Artémise II (en grec ancien Ἀρτεμισία / Artemisía) est une reine d'Halicarnasse, morte en 351 av. J.-C. Elle est la sœur et l'épouse du roi Mausole.

## Histoire
Fille d’Hécatomnos, roi de Carie, elle épouse son frère Mausole. À sa mort, en 353, elle est très affectée et aurait, selon Pline l'Ancien[Où ?], pris elle-même la décision d'ériger en son honneur un grand tombeau, dit le mausolée d'Halicarnasse, l'une des Sept Merveilles du monde. Elle organise également un concours littéraire, décernant un prix à l'orateur qui ferait l'éloge le plus éloquent de Mausole. Y participent, selon Aulu-Gelle, Isocrate et ses disciples Théodecte de Phasélis et Théopompe, lequel remporte le concours. Toujours selon Aulu-Gelle, appuyé par Valère Maxime, elle va jusqu'à mêler dans sa boisson les cendres de son défunt époux. Veuve, elle continue néanmoins à gouverner la Carie, envahissant Rhodes qui s'est révoltée et que soutient Démosthène, et s'emparant de certaines cités grecques d'Ionie. Elle meurt en 351, deux ans après Mausole.

## Postérité dans les arts
- Rubens, Artémise (vers 1615-1616)[2]
- Gerrit van Honthorst, Artémise (vers 1635)[3]
- Artémise II figure parmi les 1 038 femmes référencées dans l'œuvre d’art contemporain The Dinner Party (1979) de Judy Chicago. Son nom y est associé à Boadicée[4],[5].